# Flûte alors !
Pour plus de détails, voir Fiche technique et Distribution.
Flûte alors ! (Paying the Piper) est un court métrage d'animation de la série américaine Looney Tunes réalisé par Robert McKimson, produit par les Leon Schlesinger Productions et sorti en 1949.